# ژولیو سزار دو ناسیمنتو
ژولیو سزار دو ناسیمنتو (به پرتغالی: Julio Cesar do Nascimento) هافبک اهل برزیل است که در شهر ریسیف و در تاریخ ۲۰ اکتبر ۱۹۷۹ به دنیا آمده‌است.
ژولیو سزار دو ناسیمنتو در تیم‌های فوتبال Sport Recife سابقهٔ حضور دارد.